# Centro studi Europa orientale
Il Centro studi Europa orientale (CSEO) è un istituto fondato da don Francesco Ricci che ha cercato di far conoscere in Italia le reali situazioni dei paesi situati al di là della Cortina di ferro (all'epoca orbitanti nel sistema del socialismo reale subordinato all'Unione Sovietica) e le riflessioni che in essi si stavano facendo. Il Centro così ha tradotto anche opere di dissidenti dei Paesi del blocco sovietico, dandone spesso la prima versione italiana, e talvolta la prima versione in una lingua occidentale.

## Storia
Nel 1966 don Francesco Ricci pubblicò «i primi ciclostilati, due anni dopo le prime pubblicazioni, 190 numeri della rivista "CSEO documentazione", 100 libri [...] nelle varie collane negli anni successivi».
Al Centro spetta il merito di aver tradotto opere di autori quali Karol Wojtyła, Václav Havel, Józef Tischner e tanti altri.
Il Centro, pur avendo la redazione, nonché gli archivi, e pur svolgendo le maggiori attività a Forlì, ha però spesso pubblicato libri a Bologna.
Fra i collaboratori "storici" di don Ricci, si possono ricordare Antonietta Tartagni, detta "Etta", Alessandro Rondoni, Marcello Landi, Annalia Guglielmi, Francesco Rinaldini, Antonio Setola, Agnese Pesenti.
Ancora oggi viene pubblicata, con redazione a Forlì, la rivista culturale «Il Nuovo Areopago», iniziata nel 1982.
Anche a causa della presenza in città di questo Centro, è ora attivo, presso la sede di Forlì dell'Università di Bologna, il corso di ricerca e studi interdisciplinari sull'Europa orientale (Interdisciplinary research and studies on Eastern Europe).